# United States Forces Japan
L'United States Forces Japan (在日米軍, Zainichi Beigun, USFJ), littéralement « Forces des États-Unis basées au Japon » est un sous-commandement unifié de l'US Indo-Pacific Command (USINDOPACOM) et est constitué des divers éléments des forces armées américaines stationnées au Japon.

## Historique

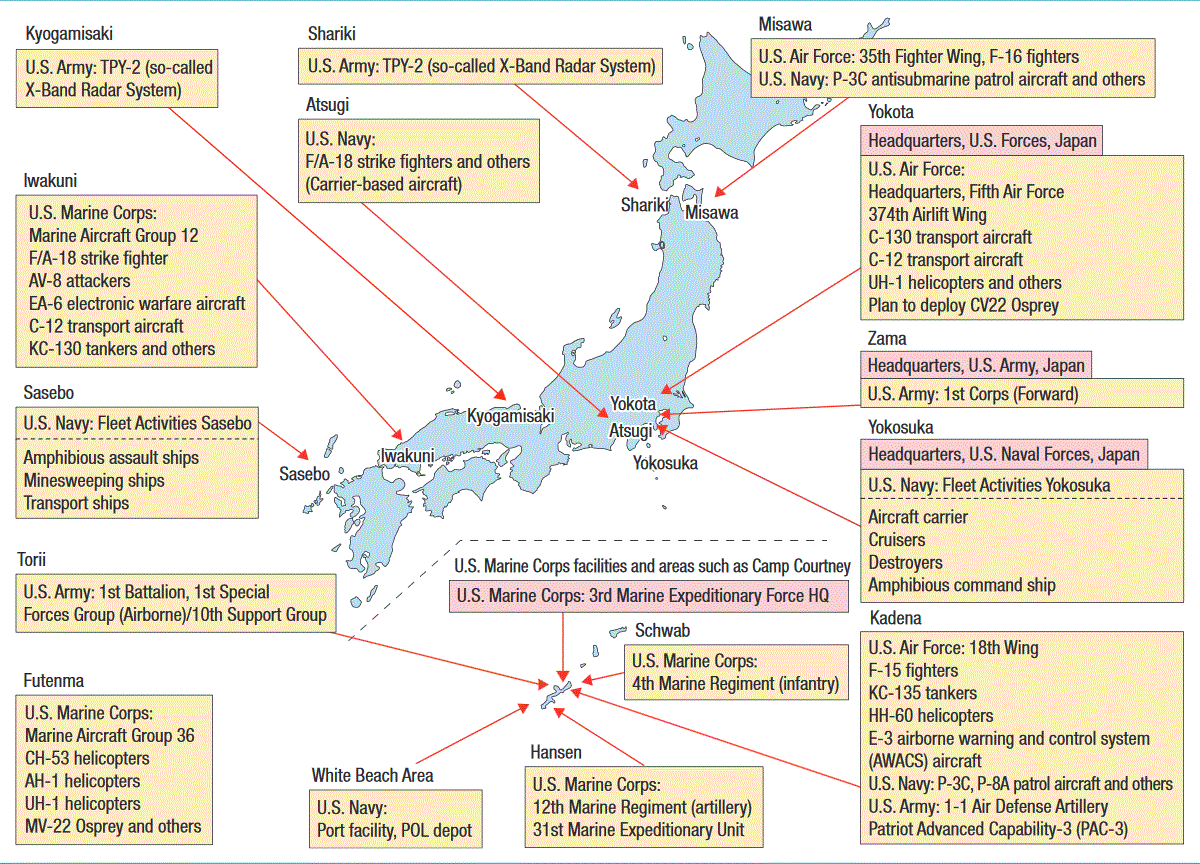
Principales bases militaires et matériels des États-Unis au Japon en 2016.

Elles remplacent les forces stationnés au Japon du Far East Command établies en 1947.

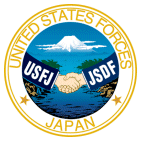
Logo en 2010.

Les forces américaines au Japon (United States Forces Japan ou USFJ) sont présentes depuis la signature des actes de capitulation du Japon en septembre 1945 quand 350 000 militaires américains assistés d'autres forces alliées occupent dans un premier temps l'archipel.
Dans le cadre du traité de coopération mutuelle et de sécurité entre les États-Unis et le Japon signé en 1960, les États-Unis sont obligés de protéger le Japon en étroite collaboration avec les Forces japonaises d'autodéfense dans les domaines de la défense maritime, de la défense antimissile balistique depuis les années 2000, du contrôle aérien, de la sécurité des communications (COMSEC) et des opérations de réponse aux catastrophes. Elle dépend de l'United States Indo-Pacific Command et elle est opérationnelle depuis le 1er juillet 1957.
Les forces armées des États-Unis disposent, en 2007, de 33 453 militaires et de 5 500 employés civils du département de la Défense dans les Forces des États-Unis au Japon, les United States Forces Japan]ou USFJ (在日米軍, Zainichi Beigun) — dépendant du United States Pacific Command. La m est basé à la base navale de Yokosuka. Le III Marine Expeditionary Force (III MEF) est encaserné à Okinawa et 130 chasseurs de la cinquième force aérienne des États-Unis (5th USAAF), dépendant des Pacific Air Forces de l'USAF stationnent à la Misawa Air Base et la Kadena Air Base.
Il est prévu en 2010 une réduction des forces américaines au Japon. 8 000 Marines et 9 000 personnes à charge doivent entre autres quitter Okinawa pour Guam en 2014.
Le gouvernement japonais paye pour le support de ces forces, en 2012, 191,9 milliards de yens (en 2007, 217 milliards de yens soit environ 2 milliards de dollars américains) tandis que le loyer payé par les États-Unis en 2010 pour leurs installations sur l'île d'Okinawa est d'environ 800 millions de dollars par an.